# Oikoymenh
ΟΙΚΟΥΜΕΝΗ (Oikúmené) – czeskie wydawnictwo książkowe z siedzibą w Pradze. Specjalizuje się w wydawaniu literatury filozoficznej i teologicznej.
W 2020 r. produkcja wydawnictwa obejmowała ponad 550 tytułów.
Wydawnictwo założył filozof Aleš Havlíček, a działalność rozpoczęło w 1991 roku.